# جمالپور-۱
جمالپور-۱ (به لاتین: Jamalpur-1) یک منطقهٔ مسکونی در بنگلادش است که در ناحیه جمال‌پور واقع شده‌است.